# Garcia de Noronha
 (septembre 2009).
Si vous disposez d'ouvrages ou d'articles de référence ou si vous connaissez des sites web de qualité traitant du thème abordé ici, merci de compléter l'article en donnant les références utiles à sa vérifiabilité et en les liant à la section « Notes et références ».
Garcia de Noronha (1479 — 3 avril 1540) fut le troisième vice-roi et le dixième gouverneur des Indes portugaises. Il était l'arrière arrière-petit-fils du roi Ferdinand Ier de Portugal.